# Ye Chun
Ye Chun (cinese tradizionale: 叶春; Luoyang, ...) è una scrittrice cinese naturalizzata statunitense.

## Biografia
Nata a Luoyang, nel 1994 si è laureata alla Luoyang Foreign Languages University con un Bachelor of Arts in lingua inglese prima di trasferirsi negli Stati Uniti nel 1999.
Professoressa presso il Providence College, ha compiuto gli studi all'Università del Missouri dove ha conseguito un dottorato di ricerca e all'Università della Virginia (Master of Fine Arts).
Scrittrice bilingue, è autrice di romanzi, raccolte di racconti e di poesie oltre che traduttrice dal cinese e nel 2024 è stata insignita del Premio Janet Heidinger Kafka per il romanzo Cani di paglia nell'universo

## Opere

### Raccolte di poesie
- Travel Over Water (2005)
- Lantern Puzzle (2015)

### Raccolte di racconti
- Hao (2021)

### Romanzi
- 海上的桃树 (2011)
- Cani di paglia nell'universo (Straw Dogs of the Universe, 2023), Vicenza, Neri Pozza, 2024 traduzione di Maddalena Togliani ISBN 978-88-545-2907-6.

## Premi e riconoscimenti

### Vincitrice
National Endowment for the Arts
- 2015 borsista in "Poesia"[8]

Premio Pushcart
- 2018 con il racconto Milk e 2020 con il racconto Hao

Premio Janet Heidinger Kafka
- 2024 con Cani di paglia nell'universo[9]

### Finalista
Medaglie Andrew Carnegie per l'eccellenza nella narrativa e nella saggistica
- 2022 nella longlist con Hao[10] e 2024 con Cani di paglia nell'universo[11]